# Pic dels Tres Comtes
El Pic dels Tres Comtes és una muntanya de 2.660 metres que es troba entre els municipis de Lladorre, a la comarca del Pallars Sobirà i l'Arieja a França. El seu vessant occidental es troba dintre del Parc Natural de l'Alt Pirineu.